# Бертран, Луи (писатель)
Луи Бертран (фр. Louis Bertrand; 20 марта 1866, Спенкур, Лотарингия — 6 декабря 1941, Антиб) — французский прозаик, историк, эссеист, литературный критик. Доктор наук. Член Французской академии (кресло № 4 (1925—1941).

## Биография
Сын чиновника. Образование получил в Высшей нормальной школе Парижа. С 1885 по 1888 год преподавал в лицее в Экс-ан-Прованс, позже в Бурк-ан-Брес. С 1891 по 1900 год учительствовал в Алжире. Получил докторскую степень.
В 1925 году был избран во Французскую академию.

## Творчество
Автор исторических и экзотических романов.
Комментатор и издатель произведений Флобера, оказавшего влияние на его художественное творчество.
По своим воззрениям — националист и католик. В своих работах доказывал полезные аспекты европейского колониализма, особенно во французском Алжире. В основе его «африканского цикла» романов лежит мысль о необходимости возрождения древней латинской традиции в северной Африке. Экзотический пафос Луи Бертрана полон мечтами о гегемонии «латинской расы» (то есть в сущности Франции) в африканской колонии. Характерно преклонение его перед католицизмом, — «организационным гением римского империализма».
Наиболее известные работы включают: «Le sang des races» (1899); «La Cina» (1901); «Pépète le bien-aimé» (1901); «Le rival de Don-Juan» (1903, из жизни современной Испании); «L’Invasion» (1907, лучший роман Л. Бертрана); исторические романы — «Saint Augustin» (1913); «Louis XIV» (1923).
Автор работы «La fin du classicisme et le retour à l’antique» (1897), в которой он доказывает ложность классического понимания античности.

## Награды
- Кавалер Ордена Почётного легиона (1912)
- Офицер Ордена Почётного легиона (1935)
- Монтионовская премия (1908)
- Премия Французской академии им. Альфреда Нее